# Хес, Михай
Михай Хес (венг. Hesz Mihály; 15 декабря 1943, Ноград) — венгерский гребец-байдарочник, выступал за сборную Венгрии в середине 1960-х — начале 1970-х годов. Чемпион летних Олимпийских игр в Мехико, серебряный призёр Олимпийских игр в Токио, двукратный чемпион мира, многократный призёр чемпионатов Европы, победитель многих регат национального и международного значения.

## Биография
Михай Хес родился 15 декабря 1943 года в медье Ноград. Активно заниматься греблей начал в возрасте семнадцати лет, проходил подготовку в Будапеште в столичном спортивном клубе «Ференцвароши».
Первого серьёзного успеха на взрослом международном уровне добился в 1963 году, когда попал в основной состав венгерской национальной сборной и побывал на чемпионате мира в югославском Яйце (здесь также разыгрывалось европейское первенство), откуда привёз награду бронзового достоинства, выигранную в зачёте одиночных байдарок на дистанции 10000 метров. Благодаря череде удачных выступлений удостоился права защищать честь страны на летних Олимпийских играх 1964 года в Токио, где в одиночках на тысяче метрах выиграл серебряную медаль — в решающем заезде его обошёл только швед Рольф Петерсон. 
В 1965 году на чемпионате Европы в Бухаресте Хес дважды поднимался на пьедестал почёта, получил серебро на десяти километрах и бронзу в зачёте эстафеты 4 × 500 м. Год спустя на чемпионате мира в Восточном Берлине завоевал золотую медаль среди одиночек на десятикилометровой дистанции и серебряную медаль в эстафете. Ещё через год на европейском первенстве в западногерманском Дуйсбурге взял бронзу в программе одиночных байдарок на дистанции 1000 метров. Будучи одним из лидеров гребной команды Венгрии, благополучно прошёл квалификацию на Олимпийские игры 1968 года в Мехико — на сей раз ни один из соперников не сумел обойти его в километровой гонке байдарок-одиночек, венгерский спортсмен пришёл к финишу первым и удостоился золотой медали.
Став олимпийским чемпионом, Михай Хес остался в основном составе венгерской национальной сборной и продолжил принимать участие в крупнейших международных регатах. Так, в 1969 году на чемпионате Европы в Москве он получил бронзу в программе эстафеты 4 × 500 м, тогда как в следующем сезоне получил бронзовую медаль в той же дисциплине на чемпионате мира в Копенгагене. Последний раз показал сколько-нибудь значимый результат на международной арене в 1971 году, когда занял третье место среди одиночек на пятистах метрах и завоевал золото в эстафете, став таким образом двукратным чемпионом мира. Впоследствии выступал на различных соревнованиях по гребле вплоть до 1976 года, ещё несколько раз был серебряным призёром первенства Венгрии, но пробиться в основной состав сборной уже не мог. Всего же он имеет в послужном списке 14 побед в разных дисциплинах в зачёте венгерских национальных первенств.
Окончив в 1968 году Университет Земмельвайса, после завершения спортивной карьеры в 1980 году Хес эмигрировал в ФРГ и в течение многих лет работал дантистом в городе Зиндельфинген. Был женат на известной венгерской пловчихе Андреа Дьярмати, дочери знаменитых венгерских спортсменов Дежё Дьярмати и Эвы Секей, их сын Мате играл в водное поло на национальном уровне. Ныне проживает в Штутгарте, на пенсии.